# 千葉常重
千葉 常重（ちば つねしげ）は、平安時代後期の下総国の武将。千葉氏第2代当主。千葉介・平常兼の子で千葉常胤の父。下総権介。恒重、経重とも。

## 生涯
天治元年（1124年）叔父の相馬常晴より下総国相馬郡の郡司を譲られ、2年後の大治元年（1126年）に死去した父・常兼より同国千葉郡を継承して両郡を支配した。鳥羽法皇に対して、千葉郡の中心地域を荘園として寄進し（千葉荘）、後に千葉荘は八条院領に編入されて常重はその荘官となった。
大治元年6月1日、上総国大椎から千葉に本拠を移したとされ（『千学集抜粋』）、千葉荘支配のために千葉城を築いて拠点とし、後の千葉氏の基礎を固めた。千葉市は、この日を「千葉開府の日」と定めている。
また、相馬郡にあった相馬御厨も大治5年（1130年）6月11日に伊勢神宮に対して寄進を行っている。保延元年（1135年）に18歳の嫡男・常胤に家督を譲った。だが、翌年7月15日下総守藤原親通が「公田官物未進」を理由に常重を捕らえて目代紀季経に命じて相馬御厨の親通への譲渡証文を作成させて獄中の常重に対して署名を強要したのである。ところがこれに常晴の常重への相馬御厨譲渡の無効を主張する源義朝が干渉して親通と義朝、それに相馬御厨を強引に奪われた常重・常胤親子の三つ巴の争いに発展するのである。